# Inprozesskontrolle
Mit Inprozesskontrollen sind die im Verlauf eines Produktionsprozesses durchgeführten Kontrollen gemeint, die zur Überwachung und Steuerung des Prozesses dienen. Damit soll gewährleistet werden, dass das Produkt seiner Spezifikation entspricht. 
Die Überwachung der Umgebung und der Ausrüstung kann auch als Teil der Inprozesskontrolle
angesehen werden. Die Inprozesskontrolle wird vom Hersteller eines Produktes im Sinne des Qualitätsmanagements vorgeschrieben. Die Abkürzung IPC kommt aus dem Englischen und steht für in-process control. Der Begriff Inprozesskontrolle wird hauptsächlich im Bereich der pharmazeutischen Industrie verwendet. Der eigentlich im Allgemeinen angewandte Begriff für Kontrollen dieser Art wird statistische Prozesskontrolle genannt. Alternativ sind auch die Bezeichnungen statistische Prozesslenkung oder statistische Prozessregelung möglich. Die Abkürzung für diese Bezeichnung ist SPC, die aus dem Englischen kommt und statistical process control bedeutet.
In der pharmazeutischen Industrie wird Inprozesskontrolle für die dem Produktionsbereich obliegende prozessinterne Qualitätskontrolle verwendet und steht dort im Gegensatz zur statistischen Prozesskontrolle, die vom Qualitätsmanagement als vom Produktionsbereich unabhängige Nachweiserbringung der Korrektheit des Produktionsprozesses durchgeführt wird.